# Rhenen
Rhenen este o comună și o localitate în provincia Utrecht, Țările de Jos.

## Localități componente
Rhenen, Achterberg, Remmerden , Elst, Laareind